# Burgerinitiatief Betere diagnose- en behandelmogelijkheden ziekte van Lyme
Het Burgerinitiatief Betere diagnose- en behandelmogelijkheden ziekte van Lyme is een burgerinitiatief dat in januari 2009 werd gestart door dr.ir. Diana Uitdenbogerd onder de vlag van de Nederlandse Vereniging voor Lymepatiënten (NVLP) en later tevens werd ondersteund door de Stichting Tekenbeetziekten (STZ).
Doel van het burgerinitiatief was het bij de politiek onder de aandacht brengen van de diagnose- en behandelproblematiek met betrekking tot de ziekte van Lyme. Het werd op 15 mei 2014 behandeld in de Tweede Kamer en kreeg unanieme steun.

## Burgerinitiatief Lyme
De handtekeningen van het burgerinitiatief zijn voor het merendeel, bijna 50.000, op papier bijeen gebracht door vrijwilligers. Daarnaast werd bijna 22.000 maal getekend via een digitale tekenmogelijkheid op de website van de Lymevereniging. De ruim 71.500 handtekeningen werden 11 mei 2010 aangeboden aan de Tweede Kamer, vertegenwoordigd door de leden Ineke Dezentjé Hamming-Bluemink (VVD) en Margot Kraneveldt  (PvdA).
In september 2010 werd het burgerinitiatief goedgekeurd door de Tweede Kamercommissie voor de Verzoekschriften en de Burgerinitiatieven.
Begin oktober 2010 werd het voorstel tot behandeling door de Tweede Kamer geaccepteerd. 17 maart 2011 werd het burgerinitiatief door een afvaardiging van de Lymevereniging toegelicht en besproken met de vaste Tweede Kamercommissie voor Volksgezondheid, Welzijn en Sport. Naar aanleiding van het burgerinitiatief heeft de Tweede Kamer een adviesvraag neergelegd bij de Gezondheidsraad. Het was pas de tweede keer in de geschiedenis dat de Tweede Kamer de Gezondheidsraad om advies vroeg. Dit advies kwam in juni 2013 uit. De Minister van VWS, NVLP en STZ zijn daarop om een reactie gevraagd. De reacties zijn met de NVLP en STZ op 20 november 2013 in een commissievergadering van de Vaste Tweede Kamer commissie VWS besproken.

## Petitiebrief ziekte van Lyme
In een petitiebrief beschreef de Lymevereniging de problematiek rond diagnosticering en behandeling van de ziekte van Lyme. De brief omvatte acht petitiepunten: 
- Het instellen van een meld- of informatieplicht voor de ziekte van Lyme
- Het aanpassen van de artsenopleiding én het bijscholen van artsen over de Borreliabacterie, het ziekteverloop en vooral het bevorderen van het stellen van een snelle klinische diagnose van de ziekte van Lyme
- De ontwikkeling van goede gestandaardiseerde testen, waarbij onder andere rekening gehouden wordt met de verschillende stammen en de complexe microbiologie van de Borreliabacterie
- Het inrichten van een Lyme-expertisecentrum in Nederland waar onder andere onderzoek naar de Borreliabacterie, het ziekteverloop en behandelingen gecoördineerd kan worden
- Meer onderzoek naar- en aandacht voor de diagnose en individuele behandeling van chronische Lyme-borreliose met onder andere langere, hoger gedoseerde en gecombineerde antibioticumkuren
- Meer onderzoek naar en aandacht voor de behandeling van tekenbeet co-infecties, omdat die het ziektebeeld ernstiger kunnen maken en de behandeling bemoeilijken
- Bredere en grootschaligere voorlichting over teken, tekenbeten, de mogelijke gevolgen en het waarschuwen van bezoekers van natuur- en recreatiegebieden
- Het in Europees verband aandringen op de ontwikkeling van een vaccin.

Doordat met de acht petitiepunten voorstellen zijn gedaan die eerder niet besproken waren, werd in de brief van de Commissie Verzoekschriften en Burgerinitiatieven voorgesteld "te stemmen over de voorstellen van de Vereniging als betrof het één voorstel".

## Aandacht voor de ziekte van Lyme
Een enkele keer werd er kritisch gereageerd op het burgerinitiatief. Naar aanleiding van een eigen onderzoek startte het Rijksinstituut voor Volksgezondheid en Milieu (RIVM) in 2010 een deskundigenberaad. Dit leidde in juni 2011 tot een toezegging door de minister van Volksgezondheid, Welzijn en Sport dat vijf projecten zouden worden opgezet die bij moeten dragen aan een verbeterde preventie en bestrijding van de ziekte van Lyme. Gerealiseerd of in ontwikkeling zijn onder andere een uitbreiding van de RIVM Toolkit voor publiekscommunicatie "Teken en Lyme", het RIVM onderzoek Lyme in Zicht, de Tekenradar, een Tekenapp van het RIVM en een onderzoek door het Centrum Monitoring Vectoren naar de ziekteverwekkers die teken bij zich kunnen dragen.

## Behandeling Tweede Kamer
Het burgerinitiatief Ziekte van Lyme werd op 15 mei 2014 behandeld in de Tweede Kamer. Het voorstel de ziekte van Lyme te bestrijden met een aantal concrete maatregelen (zoals aanpassing van de artsenopleiding, het opzetten van een onderzoeks- en behandelcentrum, beter onderzoek en intensivering van de voorlichting) verkreeg unanieme steun. De motie voor een onderzoeks- en behandelcentrum is ondersteund door acht politieke partijen (SP, PvdA, VVD, PvdA, CDA, GL, D66, 50Plus). Voorgesteld is vóór het zomerreces van 2015 in de Tweede Kamer met de minister een evaluatiemoment over de voortgang te houden.

## NLE
Sinds de plenaire behandeling schreef de minister van VWS vijf brieven met updates aan de Tweede Kamer over de stand van zaken over het Lymecentrum. Na de plenaire behandeling in 2014 zijn de NVLP, STZ en het Radboud UMCN gestart met het overleg op initiatief van de NVLP. Dit resulteerde uiteindelijk in 2015 eerst een visiedocument van deze drie partijen en twee jaar later in samenwerkingsovereenkomst en een beleidsplan voor een Nederlands Lymecentrum tussen RIVM, Radboud UMCN, AMC en NVLP. Het NLE presenteerde zich op 7 april 2017 op een open congres ‘Focus op Lyme’. Er werd door het ministerie VWS in juni 2017 € 2.5 miljoen ter beschikking gesteld voor de eerste vier jaar van het NLE. In september 2017 werd de samenwerkingsovereenkomst ondertekend. 

## Onderzoek via ZonMW
In de brief van juni 2015 kondigde de minister aan dat een traject zou gaan lopen met ZonMW, beleidsmakers, patiëntenvertegenwoordigers, artsen en onderzoekers met als doel een onderzoeksagenda voor de preventie, basale kennis, diagnose en behandeling van Lymeziekte te formuleren. De eerste ‘Invitational conference’ hiervoor, met meer dan 60 deelnemers, vond plaats in november 2015. Een tweede ‘prioriterings’ronde vond plaats in januari 2016. Dit traject eindigde in het ‘Actieplan Lymeziekte’. Patiënten kregen in september 2016 een training “Onderzoeksvoorstellen beoordelen vanuit patiëntenperspectief” aangeboden via PGO Support. Een ZonMW onderzoekscall resulteerde in 20 uitgewerkte voorstellen, waarvan zes voorgelegd zijn aan getrainde patiëntenvertegenwoordigers van de NVLP en STZ die de onderzoeken beoordeelden op relevantie. Bij de uiteindelijke ZonMW commissievergadering waren ook twee patiëntenvertegenwoordigers aanwezig. 
Er zijn drie onderzoeken gehonoreerd: een studie naar de validatie van cellulaire testen; een basaal onderzoek naar de onderdrukking van antigenpresentatie door Borrelia; en een onderzoek naar de ontwikkeling van Lymeziekte in kinderen. In september 2017 vond een grote bijeenkomst plaats van onderzoekers, patiëntvertegenwoordigers en beleidsmakers van vijf lopende Lyme-onderzoeken. Een belangrijk thema tijdens deze bijeenkomst was dat voor geslaagde patiëntenparticipatie communicatie op diverse niveau’s goed moet plaatsvinden.

## Patientenparticipatie
De Stichting Tekenbeetziekten kondigde vlak voor de presentatie van het beleidsplan aan dat zij uit de samenwerking van het Lymecentrum stapte (mei 2017). Zij vond de o.a. patiëntenparticipatie niet voldoende uitgewerkt en er zou geen zicht zijn op case-definities die een grotere groep lymepatiënten dekt. De STZ concludeerde dat de hulpvraag van patiënten niet leidend was, en dat zij zich beter kon inzetten op fondswerving voor het financieren van door patiënten gekozen onderzoek.